# ピーター・マエストロビッチ
ピーター・マエストロビッチ（Peter Majstorovic、1975年2月5日 - ）は、スイスの男性空手家、キックボクサー。身長184cm、体重95kg。正道会館所属。

## 来歴
2001年5月にドイツ予選で優勝。それにより同年7月の名古屋大会に出場する。1回戦でベラルーシ予選で優勝したアレクセイ・イグナショフと対戦。イグナショフにダウンを奪われ、判定負け。
2002年4月13日、クロアチア予選に出場。決勝でジャビット・バイラミに判定勝ちし、優勝。
2002年5月25日、K-1 WORLD GP 2002 in PARISでレミー・ボンヤスキーと対戦し、KO負け。この試合はアーツII世VSアンディII世と言われた。
2003年3月15日、スカンジナビア大会では地元のマーティン・ホルムに判定負け、同年5月には地元スイスでのK-1でGP開幕戦出場をかけてのトーナメントに出場するも、ジェレル・ヴェネチアンに敗れ1回戦敗退。同年9月にはシニサ・アンドリヤセビッチにも敗北し、4連敗。
2003年12月20日のスペイン予選ではジョルディ・ラミス、シリル・ディアバテを下すも、決勝でアレクサンダー・ウスティノフに破れ準優勝。
2004年にはセルゲイ・グールと引き分けたり、マイク・ベルナルドに敗れるも判定まで追い詰めたりなどした。
2005年4月に行われたイタリア予選で無名のイオヌット・イフティモアイエに敗れ1回戦敗退。
2005年5月にはパリ大会ではEUROPE GPのリザーブファイトでグレゴリー・トニーと対戦し、判定負け。
2006年もフランス予選で無名のブリース・ギドンに、スカンジナビア予選ではトピ・ヘリンにそれぞれ判定で敗れ1回戦敗退。
2006年12月、チェコ予選出場し、1回戦でダニエル・ヤーリングにKO勝ち、準決勝でハンベルト・エボラに判定勝ち、久々に決勝に進出する。しかし、決勝でマゴメド・マゴメドフに判定負け。準優勝となった。
2007年3月に行われたK-1クロアチア大会のスーパーファイトでマイケル・マクドナルドにKO勝ち。
2007年5月に行われたK-1ルーマニア大会でエロール・ジマーマンに延長判定負け。1回戦敗退。
2007年8月に行われたK-1ハンガリー大会でティボール・ナギーに判定勝ち。

## 戦績

### キックボクシング
| 勝敗 | 対戦相手                       | 試合結果                     | 大会名                                                    | 開催年月日     |
| ×    | リコ・ヴァーホーベン           | 3R終了 判定0-3               | Oktagon presents: It's Showtime 2009                      | 2009年3月14日  |
| ×    | トーマス・ハロン               | 3R終了 判定                  | Janus Fight Night                                         | 2008年11月8日  |
| ○    | エルギン・ソルマズ             | 2R 2:15 KO                   | Night of Fighters 4【WPKC世界ヘビー級タイトルマッチ】     | 2007年11月27日 |
| ×    | マゴメド・マゴメドフ           | 3R終了 判定0-3               | NOC BOJOVNIKOV 4                                          | 2007年9月7日   |
| ○    | ティボール・ナギー             | 判定                         | K-1 Hungary                                               | 2007年8月19日  |
| ×    | エロール・ジマーマン           | 延長R終了 判定0-2            | K-1 Romania 【1回戦】                                     | 2007年5月4日   |
| ○    | マイケル・マクドナルド         | 5R TKO（ドクターストップ）   | K-1 Croatia                                               | 2007年3月10日  |
| ×    | マゴメド・マゴメドフ           | 3R終了 判定0-2               | K-1 Czech 2006 Heaven or Hell【決勝】                     | 2006年12月16日 |
| ○    | ハンベルト・エボラ             | 3R終了 判定3-0               | K-1 Czech 2006 Heaven or Hell【準決勝】                   | 2006年12月16日 |
| ○    | ダニエル・ヤーリング           | 3R 2:55 KO                   | K-1 Czech 2006 Heaven or Hell【1回戦】                    | 2006年12月16日 |
| ×    | トピ・ヘリン                   | 延長R終了 判定1-2            | K-1 Scandinavia Rumble of the Kings 2006 【1回戦】        | 2006年5月20日  |
| ×    | ブリース・ギドン               | 判定                         | K-1 France Grand Prix 2006 in Marseilles 【1回戦】        | 2006年1月20日  |
| ×    | グレゴリー・トニー             | 3R終了 判定0-3               | K-1 WORLD GP 2005 in PARIS 【EUROPE GP リザーブファイト】 | 2005年5月27日  |
| ×    | イオヌット・イフティモアイエ   | 3R終了 判定                  | K-1 OKTAGON 2005【1回戦】                                 | 2005年4月16日  |
| ×    | マイク・ベルナルド             | 5R終了 判定                  | K-1 World Championships Basel 2004                        | 2004年9月18日  |
| △    | セルゲイ・グール               | 判定                         | K-1 OKTAGON 2004                                          | 2004年4月24日  |
| ×    | アレクサンダー・ウスティノフ   | 3R 2:28 KO                   | K-1 SPAIN 2003 【決勝】                                   | 2003年12月20日 |
| ○    | シリル・ディアバテ             | 3R終了 判定3-0               | K-1 SPAIN 2003 【準決勝】                                 | 2003年12月20日 |
| ○    | ジョルディ・ラミス             | 2R 1:14 KO                   | K-1 SPAIN 2003 【1回戦】                                  | 2003年12月20日 |
| ×    | ジェレル・ヴェネチアン         | 3R終了 判定0-3               | K-1 WORLD GP 2003 in Basel 【1回戦】                      | 2003年5月30日  |
| ×    | マーティン・ホルム             | 3R終了 判定0-3               | K-1 Scandinavia 2003                                      | 2003年3月15日  |
| ×    | レミー・ボンヤスキー           | 4R 0:27 KO（右ハイキック）   | K-1 WORLD GP 2002 in PARIS                                | 2002年5月25日  |
| ○    | ジャビット・バイラミ           | 延長R終了 判定2-0            | K-1 CROATIA GRAND PRIX 2002【決勝】                       | 2002年4月13日  |
| ○    | シニサ・アンドリヤセビッチ     | 不戦                         | K-1 CROATIA GRAND PRIX 2002【準決勝】                     | 2002年4月13日  |
| ○    | エルギン・ソルマズ             | 判定                         | K-1 CROATIA GRAND PRIX 2002【1回戦】                      | 2002年4月13日  |
| ×    | アレクセイ・イグナショフ       | 3R終了 判定0-3               | K-1 WORLD GP 2001 in NAGOYA【1回戦】                      | 2001年7月20日  |
| ○    | アティラ・フスコ               | 1R TKO                       | K-1 WORLD GP 2001 世界地区予選 ドイツ大会 【決勝】        | 2001年5月20日  |
| ○    | ディミトリー・アレクスイディス | 1R KO                        | K-1 WORLD GP 2001 世界地区予選 ドイツ大会 【準決勝】      | 2001年5月20日  |
| ○    | フロリアン・オグネイド         | 3R TKO                       | K-1 WORLD GP 2001 世界地区予選 ドイツ大会 【1回戦】       | 2001年5月20日  |
| ×    | シリル・アビディ               | 5R終了 判定0-3               | K-1 FIGHT NIGHT '99                                       | 1999年6月5日   |
| ×    | ステファン"ブリッツ"レコ       | 3R+延長R終了 判定            | K-1 FIGHT NIGHT '98 【EUROPEAN GP 1回戦】                 | 1998年6月6日   |
| ×    | レイ・セフォー                 | 4R 1:36 KO（右ボディフック） | K-1 KINGS '97                                             | 1997年3月16日  |

### 空手
| 勝敗 | 対戦相手                   | 試合結果       | 大会名                             | 開催年月日    |
| ×    | エヴェルトン・テイシェイラ | 3R終了 判定0-3 | 一撃 5.30 ICHIGEKI【カラテマッチ】 | 2004年5月30日 |

## 獲得タイトル
- スイス正道会館オープン優勝（1996年）
- WKAヨーロッパキックボクシングヘビー級王者
- K-1 WORLD GP 2001 ドイツ予選 優勝
- K-1 WORLD GP 2002 クロアチア予選 優勝
- 初代K-1世界ライトヘビー級王座